# Křinec (zámek)
Zámek Křinec je barokní stavba nacházející se v městyse Křinec v okrese Nymburk ve Středočeském kraji. Zámek sloužil jako reprezentační sídlo šlechty a byl centrem kuncberského (později křineckého) panství. V období po druhé světové válce zámek chátral. Od roku 1965 je kulturní památkou České republiky. Do roku 2003 byl ve správě Národního muzea, v roce 2006 ho koupil soukromý majitel. Zámek je i za finančního přispění Středočeského kraje postupně rekonstruován a je částečně přístupný veřejnosti.

## Historie a popis
Zámek byl postaven Pavlem, hrabětem z Morzina, jenž byl původem Ital. Stavba na místě bývalé tvrze začala asi roku 1649 a trvala přibližně 10 let. Proběhla ve dvou fázích (1649 hlavní budova, 1659–1660 boční křídla), pravděpodobně podle plánů Carla Luraga.
Zámek je situován v severní části obce, na jižní straně k němu přiléhá park a na severozápadě hospodářský dvůr. K hlavní budově jsou připojena dvě kratší křídla, z nichž západní bylo novodobě přestavěno.

### Důležitá data
- 1352 – první písemná zmínka o Křinci
- 1372 – zmínka o Janu z Valečova
- 1649 – panství kupuje Pavel z Morzinu a staví barokní zámek na místě tvrze
- 1670 – Morzinové staví na nedalekém Kuncberku zámeček
- 1796 – panství kupuje Jakub Wimmer
- 1808 – panství kupuje bankéřská rodina Bethmannů
- 1945 – na základě dekretů prezidenta Beneše je panství zabaveno
- 1949 – v zámku začíná fungovat škola
- 2003 – v zámku končí svou činnost Národní muzeum
- od roku 2006 – vlastníkem zámku je HARBUCO, s.r.o.[2][4]

## Majitelé kuncberského panství
Valečovští (14.–15. století)
- Jan z Valečova
- Bernard z Valečova
- Jan Valečovský z Křince

Ronovští (15.–16. století)
- Jan z Ronova
- Jan Křinecký z Ronova

Valdštejnové
- Albrecht z Valdštejna
- Adam mladší z Valdštejna
- Jan Viktorin z Valdštejna

Morzinové
- Pavel z Morzinu
- Václav z Morzinu
- Rudolf Desiderius z Morzinu (do 1796)

Wimmerové
- Jakub Wimmer (1796–1808)

Bethmannové
- Simon Moritz von Bethmann (1808–1945)

Novodobí uživatelé
- Základní škola (1949–1968)
- Národní muzeum (1968–2003)

## Galerie

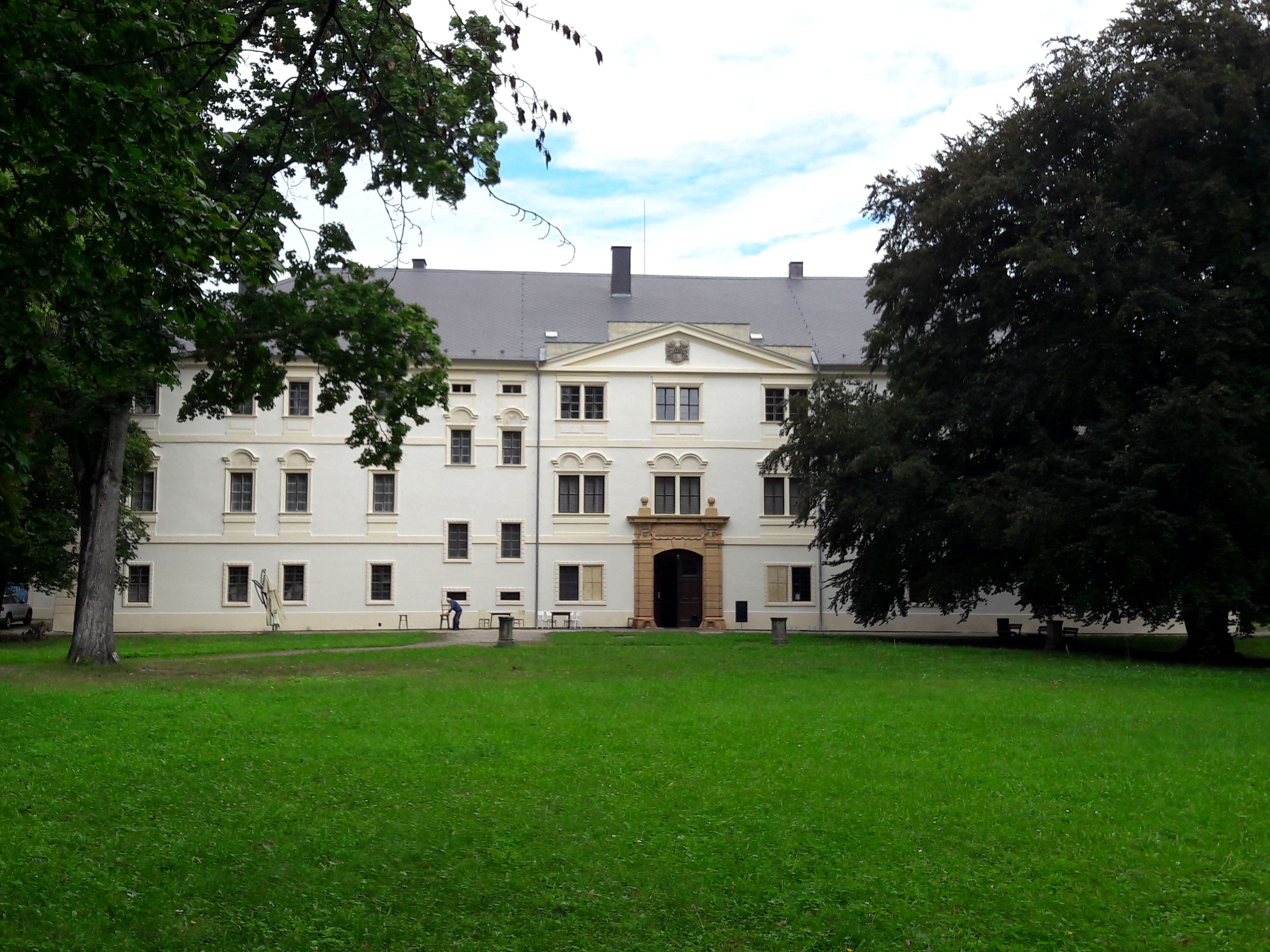
Průčelí zámku
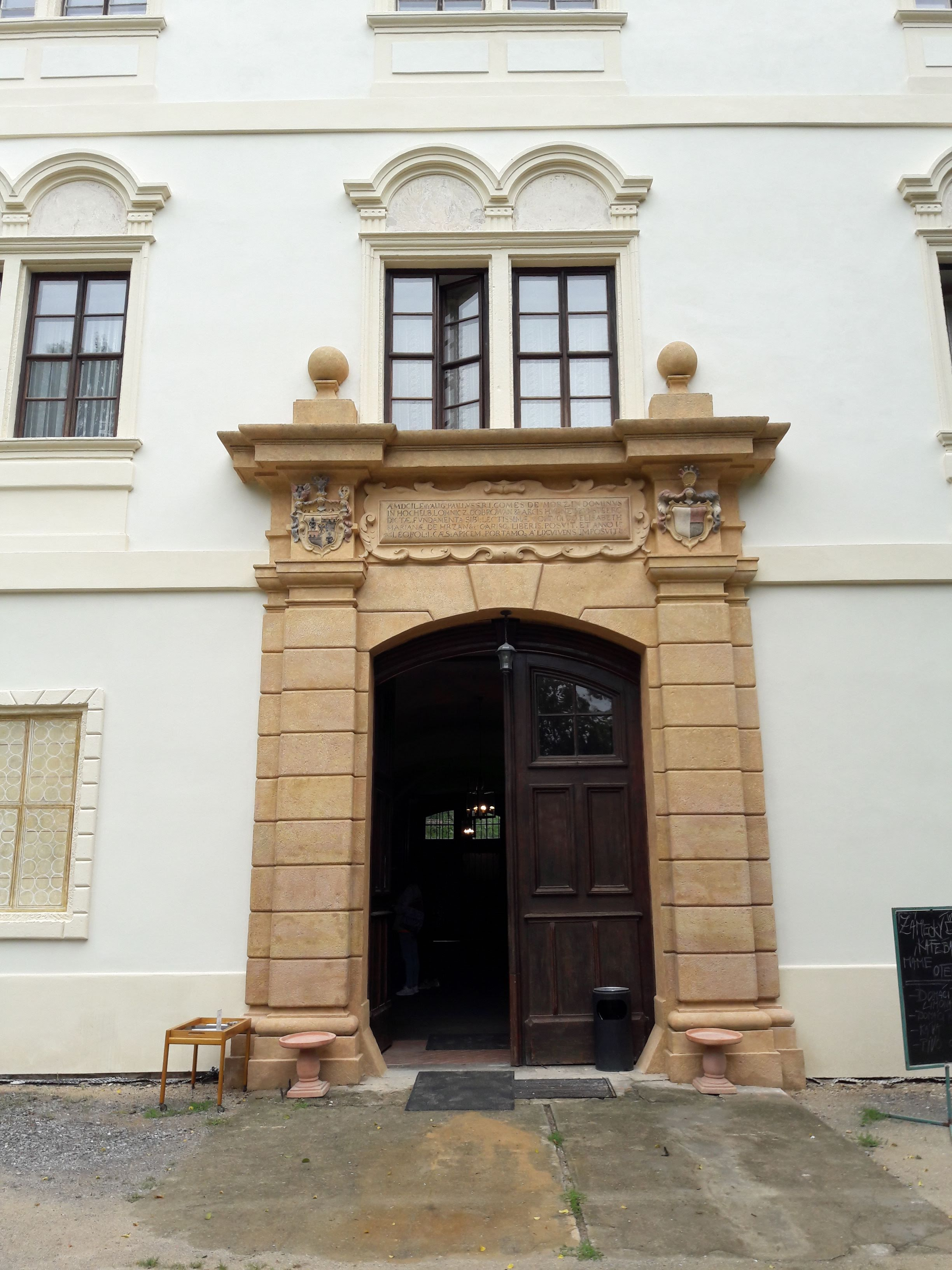
Hlavní portál
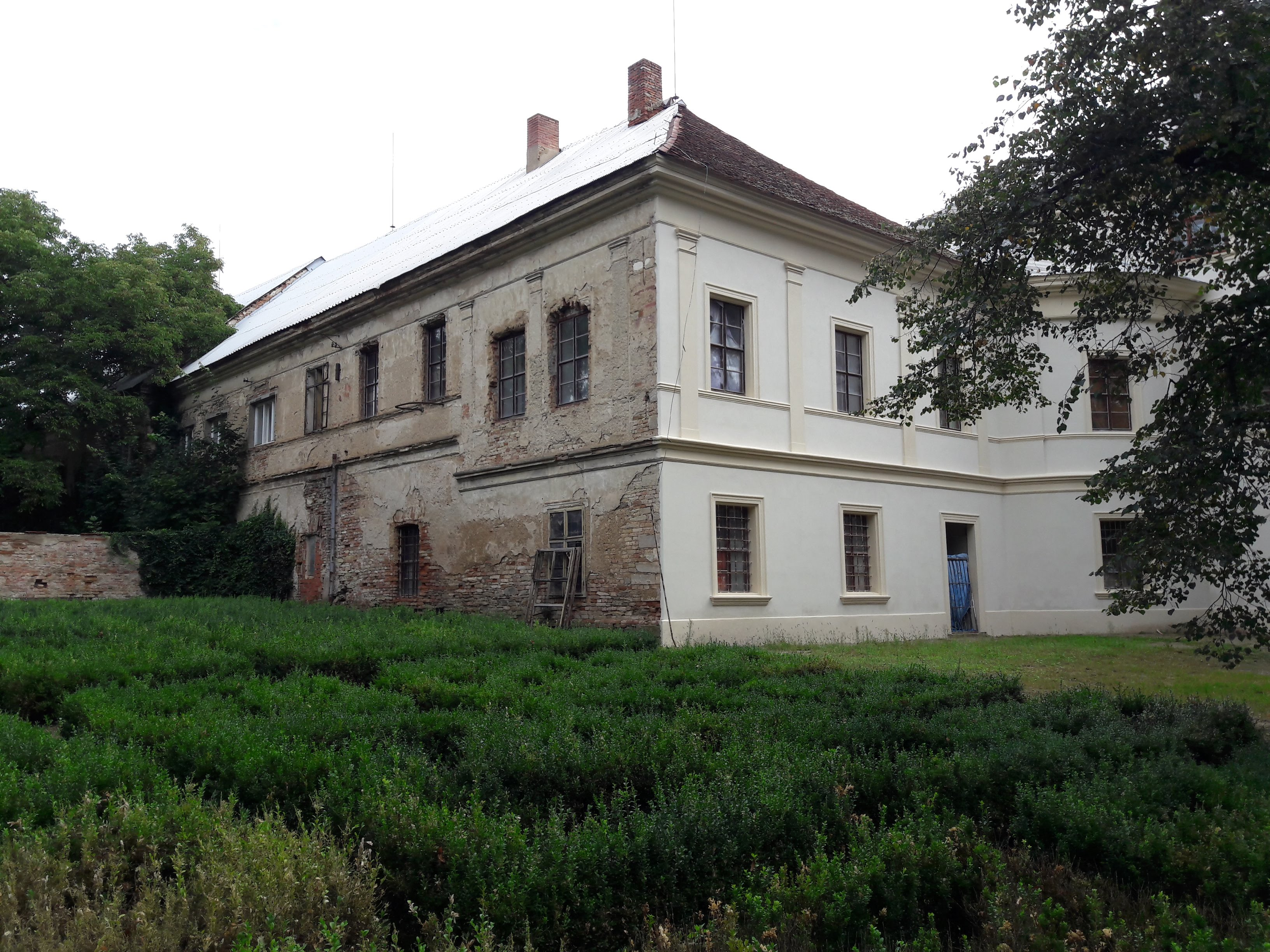
Západní křídlo (srpen 2020)
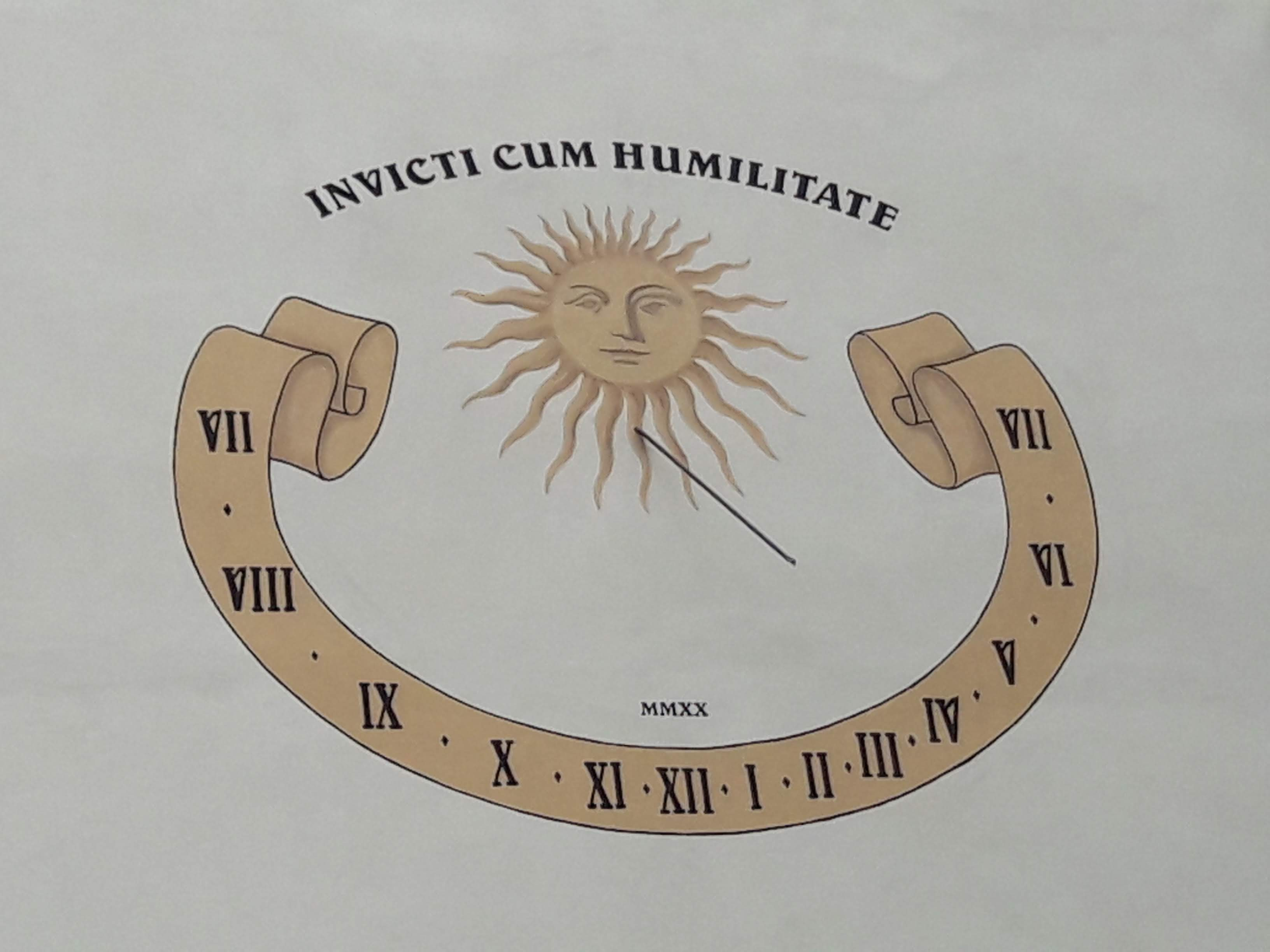
Novodobé sluneční hodiny
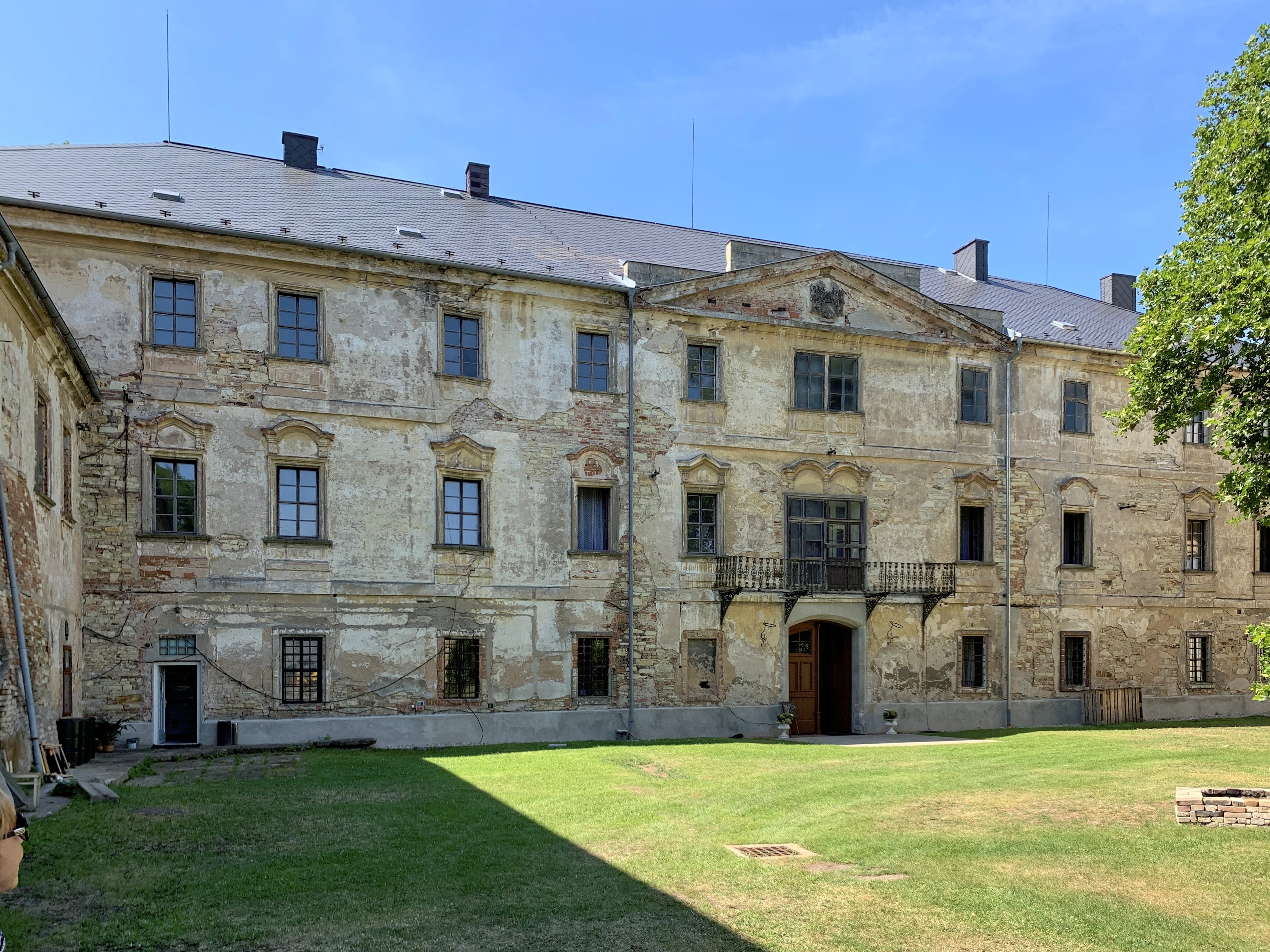
Severní, původně vstupní průčelí hlavní budovy (2023)
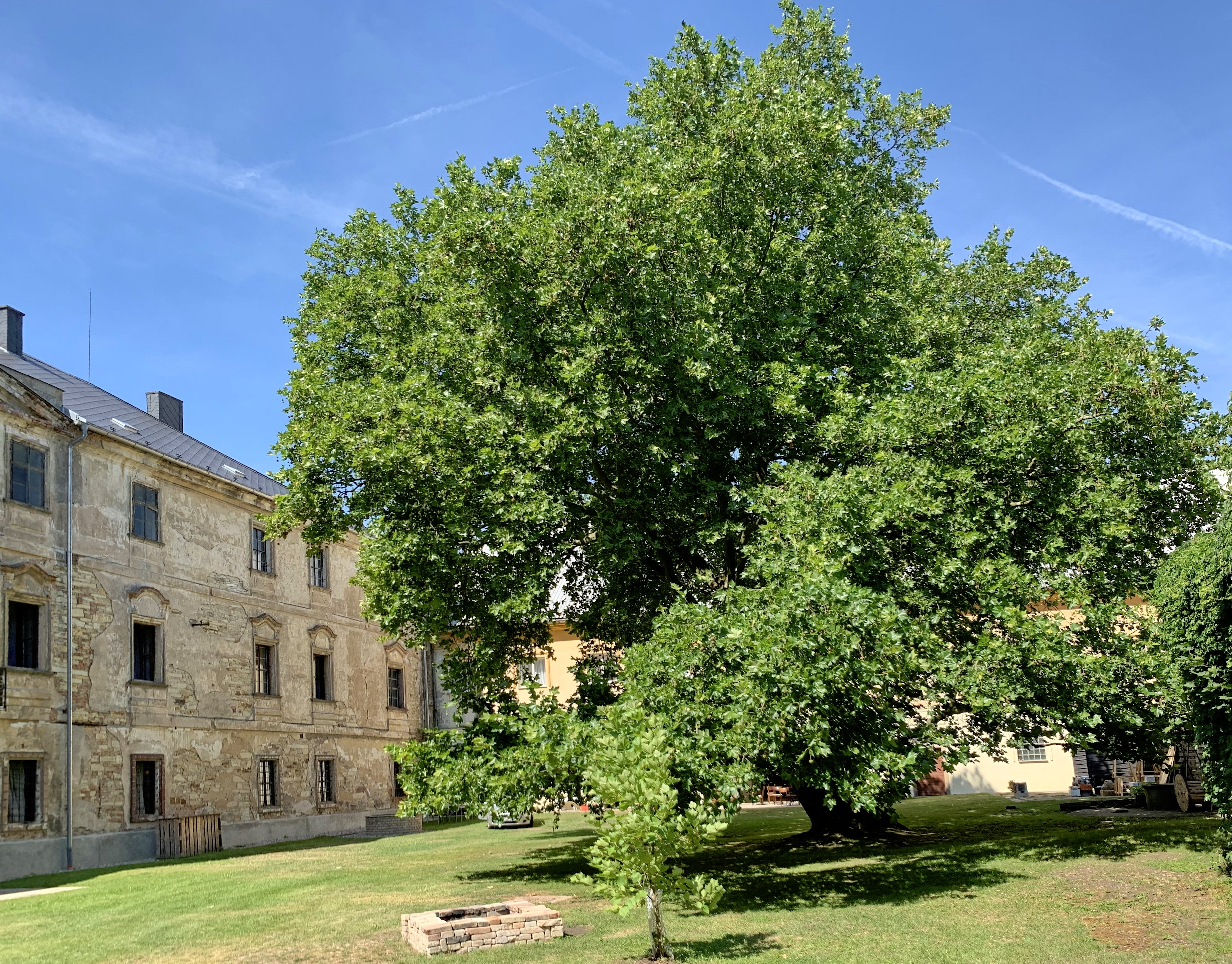
Platan na nádvoří zámku